# شعار جزر فارو
شعار جزر فارو (المسمى:Veðrur) قد ظهر إلى الوجود في فترة العصور الوسطى. عندما تم إلغاء برلمان جزر الفارو المسمى برلمان جزر فارو سنة 1816, لم يعد الشعار مستعملا. لكن عندما دخل قانون القاعدة الرئيسية حيز النفاذ سنة 1948, عاد شعار جزر فارو إلى الاستعمال.

## المكونات
يتكون شعار جزر فارو من درع أزرق يتوسطه رسم لكبش فضي.